# Grzegorz Zając
Grzegorz Witold Zając (ur. 1969 w Raciborzu) – polski literaturoznawca, historyk literatury polskiej, doktor habilitowany nauk humanistycznych, profesor UJ.

## Życiorys
22 maja 2000 obronił pracę doktorską Konstrukcja fabuły w powieści polskiego oświecenia, 13 stycznia 2016 habilitował się na podstawie pracy zatytułowanej Czuły weredyk. Twórczość poetycka Juliana Ursyna Niemcewicza. Od kwietnia 2021 jest profesorem uczelni w Katedrze Historii Literatury Staropolskiej Wydziału Polonistyki Uniwersytetu Jagiellońskiego.